# Горбач, Максим Александрович
Максим Александрович Горбач (бел. Максім Аляксандравіч Горбач; род. 14 сентября 1983) — белорусский футболист, выступавший на позиции защитника.

## Клубная карьера
Свою профессиональную карьеру начал в слонимском «Коммунальнике», где провёл четыре года. В 2005 году он помог минскому «Торпедо-СКА» выиграть Вторую лигу, но клуб прекратил своё существование и Горбач присоединился к «Дариде». В 2008 году выступал за гродненский «Неман», на следующий год перешел в брестское «Динамо», где играл только за дубль.
Сезон 2010 начал в минском «Партизане», но позже присоединился к «Руденску». Проведя сезон 2011 в столичном клубе «СКВИЧ», на следующий год перешёл в речицкий «Ведрич-97», но не смог закрепиться в команде. В итоге сезон 2012 завершил в «Ислоче», которому помог выйти в Первую лигу. После этого он окончательно завершил профессиональную карьеру и начал играть на любительском уровне в Минской лиге АЛФ.

## Статистика
| Сезон    | Дивизион | Клуб             | Страна   | Матчи | Голы |
| -------- | -------- | ---------------- | -------- | ----- | ---- |
| 2001     | Д2       | Коммунальник     | Беларусь | 18    | 0    |
| 2002     | Д2       | Коммунальник     | Беларусь | 29    | 2    |
| 2003     | Д2       | Коммунальник     | Беларусь | 22    | 0    |
| 2004     | Д2       | Коммунальник     | Беларусь | 27    | 1    |
| 2005     | Д3       | Торпедо-СКА      | Беларусь | 26    | 6    |
| 2006     | Д1       | Дарида           | Беларусь | 16    | 1    |
| 2007     | Д1       | Дарида           | Беларусь | 25    | 4    |
| 2008     | Д1       | Неман (Гродно)   | Беларусь | 15    | 1    |
| 2009     | дубль    | Динамо (Брест)   | Беларусь | 10    | 2    |
| 2010 (1) | Д1       | Партизан (Минск) | Беларусь | 9     | 0    |
| 2010 (2) | Д2       | Руденск          | Беларусь | 14    | 1    |
| 2011     | Д2       | СКВИЧ            | Беларусь | 30    | 5    |
| 2012 (1) | Д2       | Ведрич-97        | Беларусь | 2     | 0    |
| 2012 (2) | Д3       | Ислочь           | Беларусь | 17    | 0    |

## Достижения

### «Торпедо-СКА»
- Чемпион Второй лиги Белоруссии: 2005